# Sano
Sano (jap. 佐野市, -shi) ist eine Stadt in der Präfektur Tochigi in Japan. Die Stadt ist berühmt für Ramen.

## Geographie
Sano liegt westlich von Oyama und südlich von Kanuma.
Der Fluss Watarase durchfließt die Stadt.

## Verkehr
- Straße:
  - Kitakanto-Autobahn
  - Tōhoku-Autobahn
  - Nationalstraße 50, nach Maebashi oder Mito
- Zug:
  - JR Ryōmō-Linie

## Söhne und Töchter der Stadt
- Miyajima Seijirō (1879–1963), Unternehmer
- Sean Kotake (* 2006), Fußballspieler

## Städtepartnerschaften
- Hikone, Japan
- Ashiya, Japan
- Lancaster, Vereinigte Staaten
- Quzhou, Volksrepublik China

## Weblinks

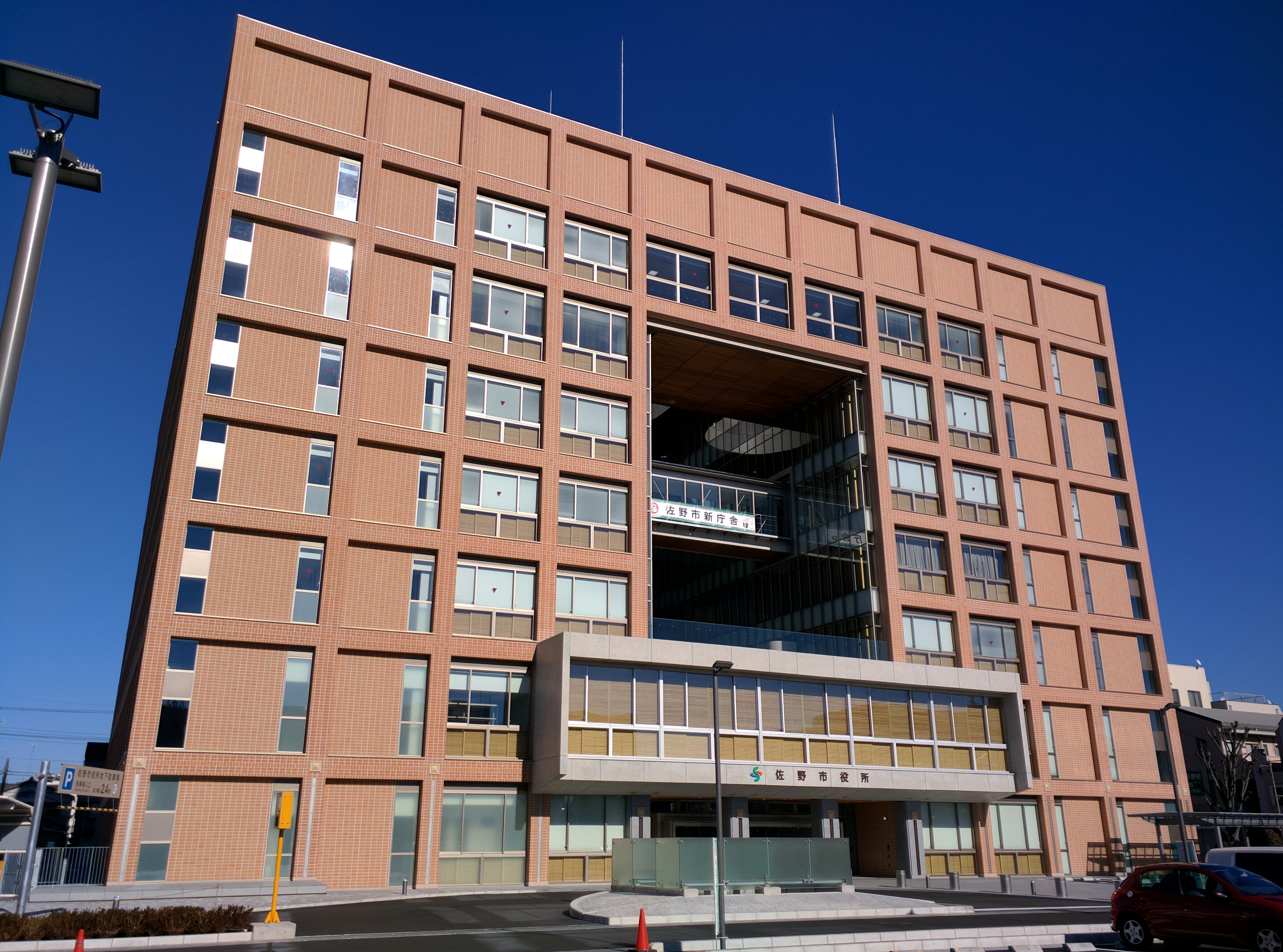
Rathaus von Sano

## Angrenzende Städte und Gemeinden
- Tochigi
- Ashikaga
- Kiryū
- Tatebayashi
- Midori